# Mexicaanse meeuw
De Mexicaanse meeuw (Larus livens) is een vogel uit de familie Laridae. 

## Verspreiding en leefgebied
Deze soort komt voor aan de kusten van noordwestelijk Mexico en Zuid-Californië.

## Status
De grootte van de populatie is in 2020 geschat op 40 duizend volwassen vogels. Op de Rode lijst van de IUCN heeft deze soort de status niet bedreigd.